# Серпуховский переулок
Серпухо́вский переулок — улица в центре Москвы в районе Замоскворечье протяжённостью 160 метров от Большой Серпуховской улицы до Люсиновской. 

## Происхождение названия
Переулок получил своё современное название по бывшей Серпуховской улице (сейчас Большая Серпуховская улица), к которой примыкал. Ранее переулок назывался Вознесенским (по церкви Вознесения Господня за Серпуховскими воротами) и Малым Стремянным (по Стремянному переулку, продолжением которого являлся).

## Описание
Переулок идёт от Большой Серпуховской улицы до Люсиновской улицы. Переулок ни с какими улицами пересечений не имеет.

## Транспорт
Общественный транспорт по улице не ходит. Недалеко от улицы находятся выходы в город со станций метро Серпуховская и Добрынинская.